# Hvannadalshnúkur
Hvannadalshnúkur ou Hvannadalshnjúkur ( PRONÚNCIA) é um pico na borda noroeste do vulcão Öræfajökull e é também o ponto mais alto da Islândia.  Uma medição oficial, concluída em agosto de 2005, estabeleceu a sua altitude em 2109,6 m (anteriormente definida em 2119 m). 
O pico faz parte do Parque Nacional Skaftafell.  O percurso até ao topo é uma escalada popular, porém as numerosas e frequentes fendas escondidas exigem um guia de montanha experiente.

## Galeria

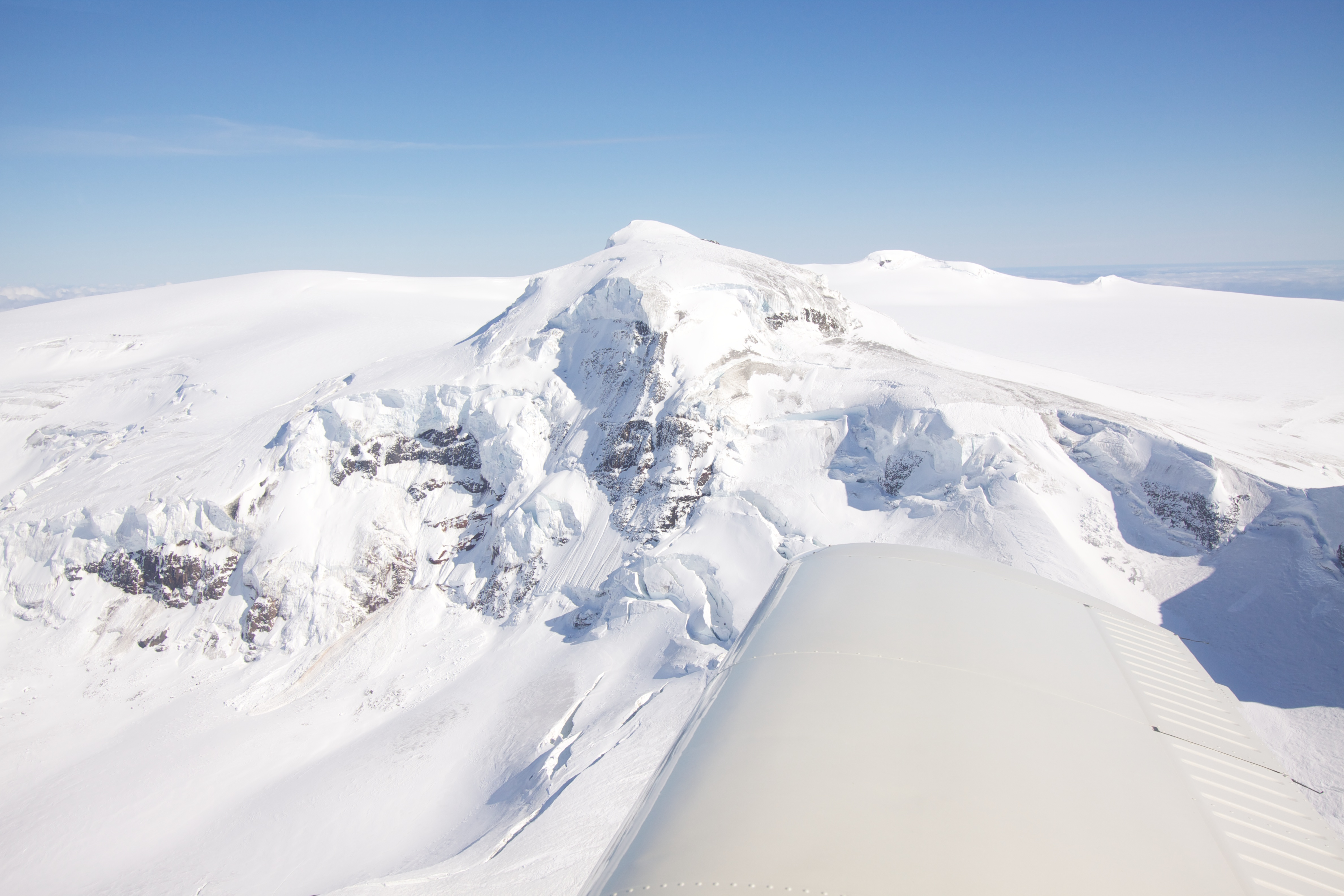
Agosto de 2011
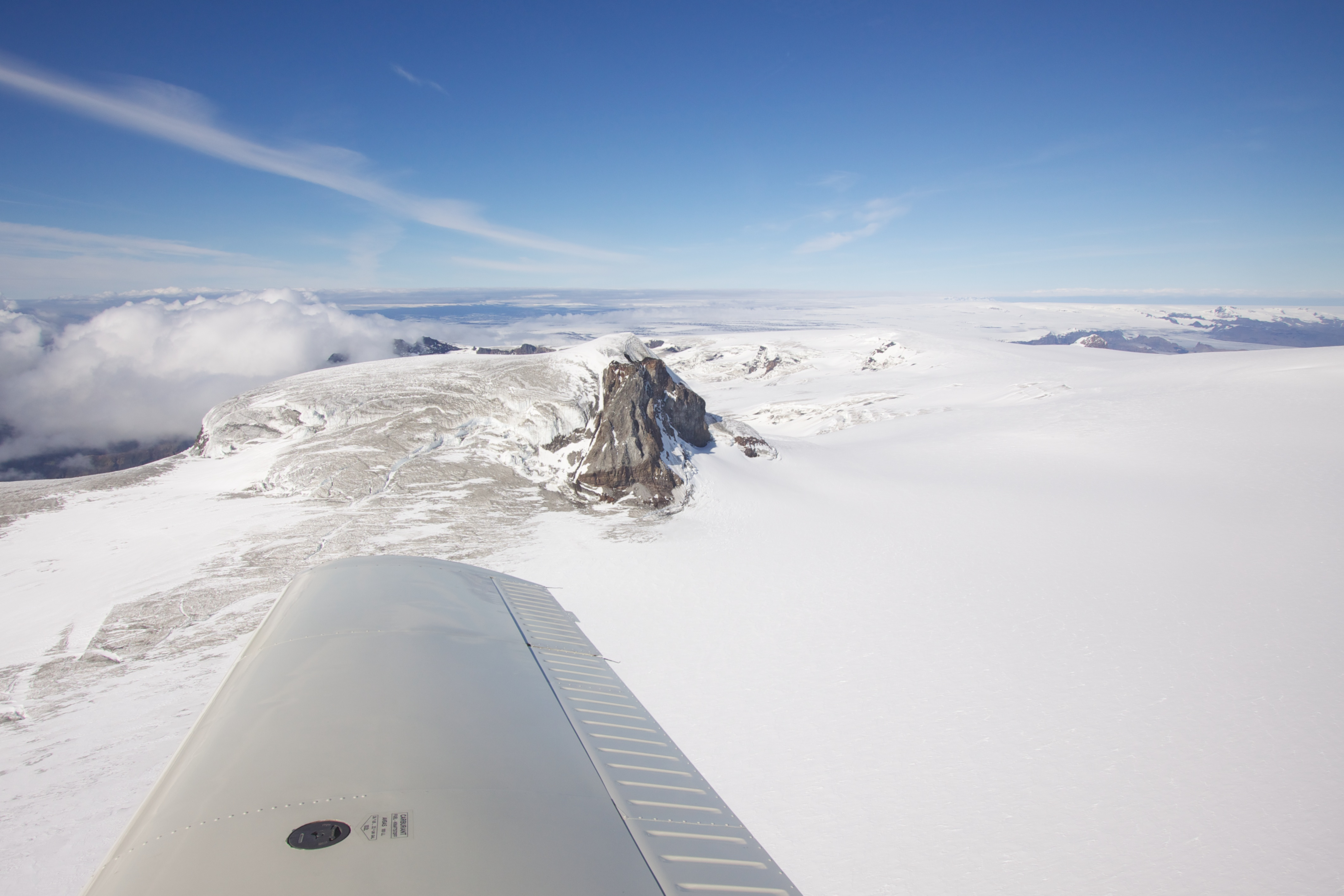
Agosto de 2011